# Schefflera papuana
Schefflera papuana är en araliaväxtart som beskrevs av Henry Nicholas Ridley. Schefflera papuana ingår i släktet Schefflera och familjen araliaväxter. Inga underarter finns listade.